# Rastafari

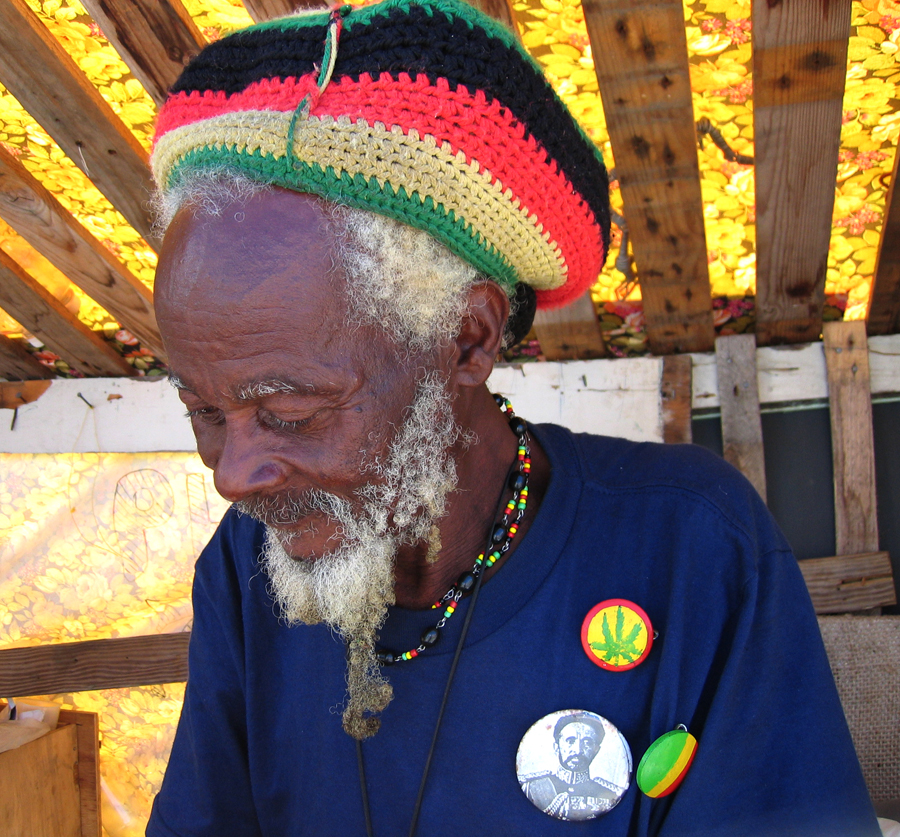
Rastafari op Barbados

Rastafari of rasta is een levensbeschouwing met wortels in Jamaica. De naam komt van Ras Tafari Makonnen, de naam van de Ethiopische keizer Haile Selassie. Rastafari's geloven in de goddelijkheid van Haile Selassie. Voor veel aanhangers is hij de reïncarnatie van Jezus.
De beweging kent geen officiële centrale leiding en heeft wereldwijd een paar miljoen aanhangers. Aanhangers staan bekend als rastafari's of rasta's. Ook worden ze wel natty dreads of Rasta rebels genoemd. De interpretatie van de beweging als een geloof of religie is volgens veel aanhangers een misvatting, omdat het wordt gezien als een geesteshouding gecombineerd met een manier van leven. Sommige aanhangers vermijden het woord "rastafarianisme" daarom, omdat het suffix -isme suggereert dat het betrekking heeft op een religieuze doctrine en organisatie, hetgeen als ongewenst wordt gezien.

## Geschiedenis

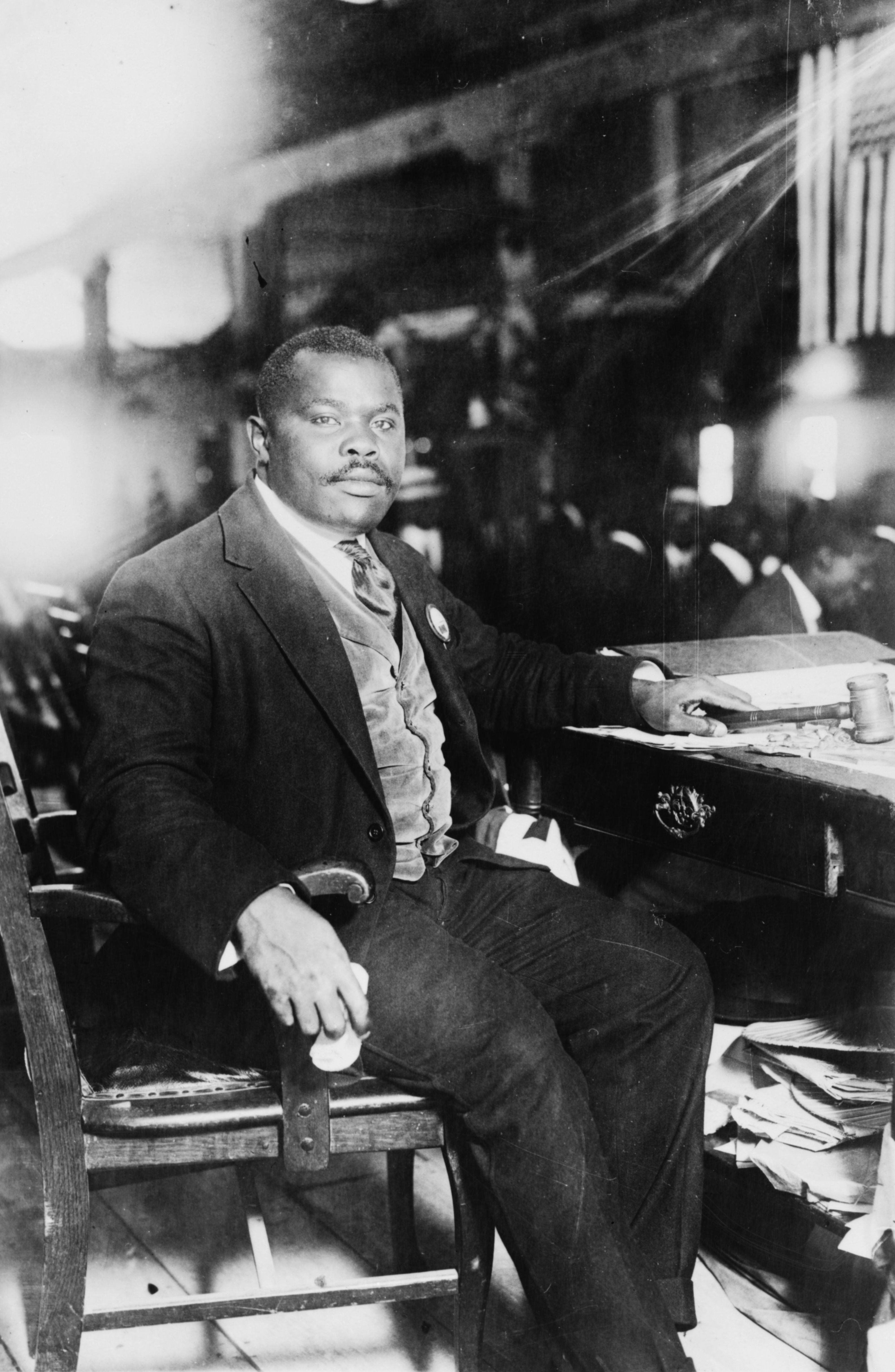
Marcus Garvey in 1924

De oorsprong van rastafari ligt in Jamaica in de jaren 1930, bij de gekleurde bevolking die door het slavernijverleden onderaan de sociale ladder stond. De beweging werd vooral gevoed door Marcus Garvey, die pleitte voor gekleurde bewustzijn en de repatriëring van gekleurden naar Afrika. 
Garvey deed in 1914 een bijzondere uitspraak: er zou een getinte koning worden gekroond die zou opkomen voor de gekleurde bevolking. Zestien jaar later werd in Ethiopië Ras Tafari Makonnen, waarvan Ras een adellijke titel is (vergelijkbaar met hertog), gekroond tot Keizer Haile Selassie. Foto's van de kroning maakten in Jamaica grote indruk: blanken knielden voor een  getinte koning. Door de grote sociale achterstand werd Haile Selassie al snel populair onder de Jamaicaanse bevolking. De Britse regering nodigde hem uit op Jamaica om te laten zien dat hij geen God was, maar een mens. Dit werkte echter averechts: zijn populariteit werd nog groter.
Leonard Percival Howell, ook bekend als The Gong of G.G. Maragh (voor Gong Guru), was een Jamaicaanse religieuze figuur. Volgens zijn biograaf Hélène Lee    werd Howell geboren in een Anglicaans gezin. Hij was een van de eerste predikers van de Rastafari-beweging (samen met Joseph Hibbert, Archibald Dunkley en Robert Hinds), en staat bij velen bekend als de eerste rasta. In tegenstelling tot veel rasta's droeg Howell nooit dreadlocks.
Hij begon in 1933 te prediken over wat hij beschouwde als het symbolische voorteken voor de Afrikaanse diaspora - de kroning van Ras Tafari Makonnen tot keizer Haile Selassie I van Ethiopië. Zijn prediking beweerde dat Haile Selassie de 'naar de aarde teruggekeerde Messias' was, en hij publiceerde een boek genaamd The Promised Key. Hoewel dit ertoe leidde dat hij werd gearresteerd, berecht wegens opruiing en twee jaar werd opgesloten, groeide de Rastafari-beweging.
Howell vormde een stad of gemeente genaamd Pinnacle in Saint Catherine Parish die beroemd werd als een plaats voor Rastafari. 
Howells eerste openbare articulatie van de goddelijkheid van Haile Selassie vond plaats in januari 1933. Deze eerste openlijke vergoddelijking, die de keizer van Ethiopië uitriep als de incarnatie van God, vond plaats op "Redemption Ground" in Kingston, maar slaagde er niet in bekeerlingen te verwerven.
In februari 1933 verplaatste Howell zijn bijeenkomst naar een zuidoostelijke parochie van St. Thomas en twee maanden later, op 18 april, sprak hij ongeveer tweehonderd mensen toe tijdens een bijeenkomst in Trinity Ville, St. Thomas. Tijdens deze bijeenkomst was de politie aanwezig om de gebeurtenis te volgen en te controleren, die zij beschouwden als 'opruiend'. Ondanks zorgen kozen de autoriteiten ervoor om geen aanklacht in te dienen tegen Howell om niet extra aandacht te vestigen op zijn beweging en besloten in plaats daarvan hem nauwlettend in de gaten te houden.
Volgens Howell en zijn volgelingen was keizer Haile Selassie I van Ethiopië de "Zwarte Messias" - een incarnatie van God voorspeld door bijbelse profetieën. Howell geloofde dat de grootse kroning van Haile Selassie (waarvan algemeen werd beweerd dat hij de afstammeling was van koning David, koning Salomo en de koningin van Sheba, deels vanwege de middeleeuwse Ethiopische tekst Kebra Nagast), de realisatie was van een profetie. De grootsheid van de machtsovername van de keizer leek de dwingende claim van Howell te bevestigen.
Howells leringen begonnen vaak met achtergrondinformatie over het volk, het land en de soevereiniteit van Ethiopië als een onveranderd land dat bevolkt werd door oorspronkelijke, primitieve christelijke mensen die onder rechtstreeks bestuur stonden van een koning die een directe afstammeling was van koning David. Hij idealiseerde Ethiopië in zijn prediking en noemde het land een land met ongeëvenaarde mensen en een perfecte taal, de enige onbedorven taal op aarde. Howell benadrukte de komst van een nieuwe beschaving gebaseerd op en gesticht in de glorie en macht van Haile Selassie, de 'Supreme Black King'. Hij droeg zijn volgelingen op om de Ethiopische keizer te aanbidden als de allerhoogste God over de hele mensheid. Volgens Howell waren het via Ethiopië dat de waarheden van een goed karakter, sociale orde, mannelijkheid en vrouwelijkheid werden bewaard en voor iedereen zichtbaar werden. Howell predikte dat de Ethiopische cultuur weer in opkomst was om de hegemonische Angelsaksische troepen in te halen die Afrikanen tot slaaf hadden gehouden.
Sinds de internationale opkomst van reggaemuziek heeft de rastabeweging ook veel aanhangers buiten Jamaica gekregen.

## Doctrine
Rastafari heeft geen officiële doctrine. Het is meer een levenswijze dan een geloof. Er is geen overkoepelende organisatie zoals een rastakerk. 
De basis voor rastafari is de Bijbel, aangevuld met oude boeken en geschriften die door de westerse kerken niet opgenomen zijn in de Bijbel, waaronder de Kebre Negest. De Kebre Negest (Ge'ez: ክብረ ነገሥት, kəbrä nägäst) is een in de 13e eeuw samengesteld boek waarin de overleveringen rond de dynastie der Ethiopische koningen werden opgetekend. De traditie dat de Negus Negesti van Ethiopië afstamt van Koning Salomo en Koning David werd hierin voor zover bekend voor het eerst op schrift gesteld.
De filosofie is gebaseerd op de voorspelling van Marcus Garvey dat er een koning in Afrika zou opstaan die alle zwarte mensen terug zal leiden naar het moederland, Ethiopië (Afrika). Keizer Haile Selassie I (voormalig keizer van Ethiopië) zou een directe afstammeling zijn van de Jeruzalemse koning Salomo en de Ethiopische Koningin van Sheba. Historici zijn het er echter over eens dat deze vermeende "Salomonische" bloedlijn meerdere keren werd verbroken in de loop der geschiedenis, en waarschijnlijk een 13e-eeuwse uitgevonden traditie is om de nieuwe heerschappij van Yekuno Amlak (r. 1270–1285) te rechtvaardigen. Hun zoon zou de Ark van het Verbond (waarin de Stenen Tafelen met daarop de Tien geboden) van Israël naar Ethiopië hebben gebracht. Volgens de overlevering bevindt de Ark zich nog steeds in Ethiopië. De rasta's zien Ethiopië als het beloofde land (Zion) alwaar alle zwarten ooit terug zullen keren. De westerse wereld wordt gezien als Babylon dat ooit ten onder zal gaan.
In het geloof van de rastafari's komen verschillende termen voor die zijn ontleend aan het jodendom. Zion is ook de berg waarop de stad Jeruzalem is gebouwd, Babylon is de stad waar de joden in de zesde eeuw v. Chr. in ballingschap verbleven. Na deze ballingschap begon de bloeiende tweede tempelperiode die eindigde na de verwoesting van de tempel in 70 na Chr. De term Exodus (de uittocht) wordt gebruikt als een vooruitverwijzing naar de bevrijding van de zwarte mens. De link met het jodendom is er meer gericht op Nazireeërs. Hieruit komt ook voort dat rasta's hun haar niet mogen scheren, geen wijn drinken en niet in contact mogen komen met de dood. Veel rasta's zijn daarom vegetariër of veganistisch. Verder vermijden ze elke associatie met de dood; ze gaan niet naar begrafenissen. Vervolgens bestaan er veel meer 'Rasta principes' die grotendeels nageleefd worden, van uiterlijkheden of dagelijkse gewoonten zoals eten en drinken, tot medische aspecten of vrijetijdsbesteding.

## De Rastafari ordes / sekten
Er zijn 3 verschillende Rastafari-ordes / sekten, met verschillende overtuigingen en symbolen. Deze groepen zijn het echter eens over twee gemeenschappelijke principes; de verheven status van Haile Selassie I en de afwijzing van witte eurocentrische beelden van goddelijkheid.

### Nyahbinghi Order
Theocratisch Priesterschap en Livity Order of Nyabinghi De Nyahbinghi-order is de oudste van alle Rastafari-orders. De naam Nyahbinghi is afgeleid van koningin Nyahbinghi die in de 19e eeuw over Oeganda regeerde. Ze vocht tegen de kolonialisten in Oeganda. Alle andere bevelen kwamen van deze sekte. Leden van deze sekte richten zich voornamelijk op keizer Haile Selassie en ze verkondigen dat hij de incarnatie is van de oppergod. De Nyahbinghi-order drong aan op hun repatriëring naar Ethiopië, vanwaar ze geloven dat alle zwarte mensen kwamen. Ethiopië speelt een grote rol in deze sekte en is vertegenwoordigd in al hun symbolen inclusief hun vlag. Hun vlag verschilt een beetje van andere, omdat de plaatsing van de kleuren anders is: groen (boven), de vegetatie van Ethiopië, goud (midden), minerale rijkdom van Ethiopië en rood (onder), het bloed van Ethiopiërs.

### Bobo Shanti
Het woord Bobo Shanti is afgeleid van Bobo, wat staat voor Black en Ashanti, de woeste Afrikaanse stam uit Kumasi, Ghana. Er wordt aangenomen dat de meeste slaven die naar Jamaica werden gebracht, afkomstig waren van de Ashanti-stam en de voorouders zijn van veel Jamaicanen. Wijlen prins Emanuel Charles Edwards richtte in de jaren vijftig de Bobo Shanti-orde op in Jamaica. De nieuwe orderleider van Bobo Shanti is Trevor Stewart. De Bobo Shanti gebruiken Openbaringen 5 om Prins Emmanuel te rechtvaardigen als de reïncarnatie van de Christus. Hij wordt beschouwd als de gereïncarneerde Zwarte Christus in een priesterlijke staat. Hij wordt door de meeste leden van de Bobo Shanti geroepen als Prins Emmanuel Charles Edwards, zonder moeder of vader, een priester van Melchezidek, de Zwarte Christus in het vlees. Hij, samen met zijn nakomelingen en Haile Selassie, worden gezien als goden. Marcus Garvey wordt beschouwd als een profeet. De Bobo Shanti geloven in zwarte suprematie en dat alle zwarte mensen naar Afrika moeten worden gerepatrieerd. Bovendien is de Bobo Shanti-order ook van mening dat zwarte mensen geld moeten krijgen voor slavernij.
De leden van het "huis" van Bobo Shanti worden ook wel Bobo Dreads genoemd. Leden van deze orde kleden zich heel anders dan alle andere ordes. Ze dragen lange gewaden en zeer strak gewikkelde tulbanden. Ze leven ook gescheiden van de samenleving en de andere Rastafari-ordes in hun huidige basis in het Nine Miles-gebied van Bull Bay, Jamaica. Ze functioneren op dezelfde manier als de Accompong Marrons, ook al is het niet officieel, als een onafhankelijke natie binnen Jamaica met hun eigen grondwet. Ze aanvaarden de waarden en levensstijl van de algemene Jamaicaanse samenleving niet. Hun levensstijl komt sterk overeen met die van de oudtestamentische joodse mozaïsche wet, waaronder de observatie van de sabbat van vrijdag zonsondergang tot zaterdag zonsondergang, hygiënewetten voor menstruerende vrouwen en speciale groeten onder elkaar. Tijdens de sabbat mag er niet gewerkt worden en wordt de consumptie van zout en olie vermeden.
De Bobo Shanti zijn een zelfvoorzienende groep die strohoeden en bezems maakt en verkoopt om de gemeenschap te ondersteunen en hun eigen producten te verbouwen. De leden van deze orde roken geen marihuana in het openbaar, aangezien het alleen gereserveerd is voor aanbidding onder leden. De leden dragen hun dreadlocks in een tulband zodat de dreads niet vies worden. Schoonheid staat hoog in het vaandel.

### Twelve Tribes of Israel
Deze organisatie werd in 1968 opgericht door “Prophet Gad” (Dr. Vernon Carrington) en is de meest liberale van alle andere Rastafari-ordes. Het hoofdkwartier is gevestigd aan Hope Road in Kingston, Jamaica. De twaalf stammen zijn beschreven als de Rastafari-orde die qua overtuigingen het dichtst bij het christendom of het messiaanse judaïsme staat. Leden volgen de leer van het lezen van de Bijbel (de Scofield Reference Bible, King James Version) een hoofdstuk per dag uit Genesis 1 - Openbaring 22, een praktijk die door Carrington wordt aangemoedigd. De leden van deze organisatie zijn vrij om te aanbidden in een kerk naar keuze of in hun eigen huiselijke omgeving.
Overtuigingen, De Twaalf Stammen van Israël onderwijzen redding door de Messiyah Jezus Christus, naar wie ze verwijzen als Yahshua of met de Amhaarse naam Yesus Kritos. Het is misschien het Rastafari-herenhuis dat qua overtuigingen het dichtst bij het christendom of het messiaanse judaïsme staat.
Haile Selassie, keizer van Ethiopië, wordt gezien als een goddelijk gezalfde koning in de lijn van koningen David en Salomo (het huis van Selassie wordt de Solomonische dynastie genoemd). Hoewel hij wordt beschouwd als een vertegenwoordiging van "De Messiyah in koninklijk karakter", wordt hij niet gezien als een incarnatie van de Messiyah, noch als Jah Zelf, maar als een vertegenwoordiger van het eeuwige Davidische verbond, dat door Yesus Kristos zal worden vervuld. zijn terugkeer als de veroverende leeuw van de stam van Juda (Yahudah).
Leden van de Twaalf Stammen van Israël wijzen, net als alle andere Rastafari's, de consumptie van alcohol af, onthouden zich van het knippen van hun haar en vermijden de doden en alles wat met de dood te maken heeft, als onderdeel van de nazireeërgeloften. Ze houden ook de sabbat en volgen de Ital spijswetten.
Het hoofdkantoor van de Twelve Tribes of Israel-organisatie bevindt zich in Shashemene in Ethiopië. Leden van de Twaalf Stammen-sekte beschouwen zichzelf als de directe afstammelingen van de 12 Zonen van Jacob. De 12 Zonen zijn onderverdeeld in 12 Huizen die worden bepaald door je geboortemaand. Elk huis heeft ook een kleur. gemodelleerd naar de twaalf stammen van Israël: Ruben, Simeon, Levi, Juda, Issaschar, Zebulon, Dan, Gad, Aser, Naftali, Jozef en Benjamin. Elk lid behoort tot een stam, die wordt bepaald door de Gregoriaanse geboortemaand, hoewel deze begint in april in overeenstemming met de Joodse kalender. Elke stam wordt vertegenwoordigd door een kleur, een deel van het lichaam en een karaktereigenschap, vaak een "faculteit" genoemd.
Leden dragen rode, gouden en groene banieren tijdens vergaderingen, tijdens gebeden en Bijbellezingen als een heilig kleed. De Twaalf Stammen van Israël opereren internationaal en hebben hoofdkantoren in verschillende landen. Leden werken aan repatriëring naar Afrika, voornamelijk Ethiopië (Shashemene). Bob Marley was het opmerkelijkste lid.
| Stam     | Maand     | Kleur  |
| -------- | --------- | ------ |
| Napthali | Januari   | groen  |
| Joseph   | Februari  | wit    |
| Benjamin | Maart     | zwart  |
| Reuben   | April     | zilver |
| Simeon   | Mei       | goud   |
| Levi     | Juni      | paars  |
| Judah    | Juli      | bruin  |
| Issachar | Augustus  | geel   |
| Zebulon  | September | roze   |
| Dan      | Oktober   | blauw  |
| Gad      | November  | rood   |
| Asher    | December  | grijs  |

## Rituelen

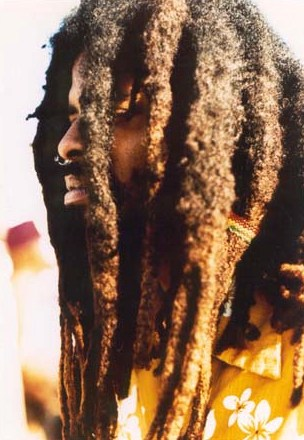
Rastafari met dreadlocks

Rasta's leven naar de geboden van het Oude Testament. Deze vormt ook de basis voor veel van de rituelen, zoals:
- Dreadlocks: Veel rasta's dragen dreadlocks. Volgens het Oude Testament mag haar niet geknipt worden (Joden en Sikhs hanteren die regel ook). Dreads symboliseren ook de Leeuw van Juda. Hindoegeestelijken die in de 19e eeuw naar Jamaica kwamen, kunnen een bron zijn voor dit gebruik, maar de Mau Mau-opstand van 1952 in Kenia wordt ook als oorsprong genoemd. Het feit dat christelijke priesters uit Ethiopië al honderden jaren dread's dragen zal ook een rol gespeeld hebben. Soms wordt het al van kleins af toegepast.[6]
- Vegetarisch/veganistisch: Rasta's volgen bepaalde voedingsvoorschriften waarbij veel dieren onrein worden beschouwd, zoals in Leviticus staat geschreven. Veel rasta's eten Ital food ofwel zo natuurlijk mogelijk, geen bewerkte voeding en vegetarisch of zelfs veganistisch.
- Meditatie: Veel rastafari's houden zich, net als Joden, aan de Sabbat (zaterdag). Dan komen de rasta's samen om te discussiëren en te mediteren. Soms wordt ook marihuana gerookt bij meditatiesessies. Dit gebruik is gebaseerd op een citaat uit de Bijbel, He causeth to grow grass for the cattle, and herb for the service of man, so that he can bring food out of the earth. De plant zou ook uit de aarde gekomen zijn op het graf van koning Salomon.
- Dood: Rasta's vermijden iedere aanraking of associatie met de dood. Zij gaan dan ook niet naar begrafenissen.

Speciale dagen zijn de herdenking van de kroning van de Keizer (2 november), ceremoniële verjaardag van de Keizer (6 januari), bezoek van de Keizer aan Jamaica (21 april), persoonlijke verjaardag van de Keizer (23 juli), einde van de slavernij (1 augustus) en de verjaardag van Marcus Garvey (17 augustus).
De rastakleuren zijn groen (vruchtbaarheid), goud/geel (rijkdom), rood (het bloedvergieten tijdens de slavernij), naar de kleuren van de Ethiopische vlag en zwart (als de huid van het Afrikaanse volk). Rasta's kleden zich vaak in deze kleuren.

## Reggae
Reggae staat niet los van de rastacultuur. De muziek heeft bijgedragen aan het verspreiden van het gedachtegoed. Veel reggaezangers/-zangeressen en groepen zijn aanhangers van rastafari en de ideologie wordt vaak bezongen in de muziek. Zo is Get Up, Stand Up van Bob Marley te zien als een oproep op te staan voor de verwezenlijking van Zion in dit leven, niet daarna. Ook het nummer Redemption Song is een duidelijke verwijzing naar de rastafari. Uitdrukkingen die vaak terugkomen zijn: Rastafari Vibration Positive, Escape from Babylon, Concrete Jungle en Iron Lion Zion.